# Henry F. Lippitt
Henry Frederick Lippitt, född 12 oktober 1856 i Providence, Rhode Island, död 28 december 1933 i Providence, Rhode Island, var en amerikansk republikansk politiker och affärsman. Han representerade delstaten Rhode Island i USA:s senat 1911–1917.
Lippitt utexaminerades 1878 från Brown University. Han var verksam inom bankbranschen och bomullstillverkningen.
Lippitt efterträdde 1911 Nelson W. Aldrich som senator för Rhode Island. Han kandiderade till omval i senatsvalet 1916 men besegrades av utmanaren Peter G. Gerry.
Lippitts grav finns på Swan Point Cemetery i Providence.